# اسكلة شهيد رجائي (غتشين)
اسکلة شهید رجائي (بالفارسية: اسکله شهیدرجائی) هي قرية تقع في إيران في هرمزغان. يقدر عدد سكانها بـ 42 نسمة .